# جامع الإمام الباقر
جامع الإمام الباقر المعروف بمسجد آل أبي خمسين 
هو جامع يقع في قلب مدينة الهفوف القديمة في محلة الفوارس التاريخية. وهو اليوم مقابل الفوارس مول من جهته الشمالية.
المسجد تأسس على الأرجح في النصف الأول من القرن الثاني عشر الهجري على يد زعيم قبيلة آل أبي خمسين وهو الشيخ محمد الملقب بالكبير المتوفى بعد سنة 1188 للهجرة، وهو الجد الثاني للعلم الشيخ محمد بن حسين بو خمسين.

## موقع الجامع
يقع جامع الإمام الباقر (ع) في قلب مدينة الهفوف القديمة في محلة الفوارس التاريخية. وهو اليوم مقابل الفوارس مول من جهته الشمالية.

## بناؤه ومواصفاته
أسس المسجد على الأرجح في النصف الأول من القرن الثاني عشر الهجري على يد زعيم قبيلة آل أبي خمسين وهو الشيخ محمد الملقب بالكبير. جدد بناء المسجد عدة مرات ومر بعدة مراحل من حيث الحجم والتوسعة بعدها.
```
وقام بتجديده حفيده الشيخ محمد بن الشيخ حسين آل أبي خمسين في 1286 هـ وأمّ الجماعة فيه.
[
1
]
[
2
]
[
3
]
```

جدد في ثمانينات القرن العشرين في عهد الزعيم والقاضي الشيخ باقر بوخمسين رحمه الله، حيث كان يؤم الجماعة فيه.
كان آخر تجديد وافتتاح للجامع في شهر شعبان من عام 1428 للهجرة في عهد عميد الأسرة سماحة الشيخ حسن بن الشيخ باقر آل أبي خمسين، ببناء حديث شامخ. تعلو المسجد قبة مزخرفة كبيرة يقدر طول قطرها بعشرة أمتار، وله مئذنة طويلة يصل ارتفاعها إلى 40 متر تقريباً.

## أقسام الجامع
يحتوي المسجد على المصلى الرئيس وساحة جنوبية وساحة شرقية ومتوضأ ومصلى خاص بالنساء في الدور الثاني ويشمل في الدور العلوي أيضاً على مرفق يستضيف حوزة علمية. والجامع مجهز بالأدوات السمعية البصرية الحديثة المدارة من غرفة تحكم، ومن خلالها يذاع الأذان والصلوات اليومية.

## وصلات خارجية
1.	إفتتاح مسجد بوخمسين بالهفوف وسط حضور حاشد - http://www.rasid.com/?act=artc&id=17926